# 高柳克弘
髙柳 克弘（たかやなぎ かつひろ、1980年7月1日 - ）は、日本の俳人。静岡県浜松市生まれ、東京都国分寺市在住。

## 経歴
静岡県浜松市生まれ。静岡県立浜松北高等学校、2003年早稲田大学第一文学部ロシア文学専修卒業。2006年早稲田大学大学院教育学研究科博士前期課程修了、同大学院博士後期課程単位取得退学。大学では俳句研究会に入会。高校の同級生で同じ大学に進んだ澤田和弥に入会を誘われたことをきっかけに俳句を始める。その後、大学院にて堀切実のもと松尾芭蕉を研究する。2002年、結社「鷹」に入会、藤田湘子に師事。2004年「息吹」により第19回俳句研究賞を史上最年少で受賞。同年、この業績により、小野梓記念賞を受賞。
2005年、湘子の死去により、2007年小川軽舟で「鷹」編集長に就任。2008年、『凛然たる青春』により第22回俳人協会評論新人賞を史上最年少で受賞。2009年、第一句集『未踏』刊行。2010年、同句集で第1回田中裕明賞受賞。「ことごとく未踏なりけり冬の星」「つまみたる夏蝶トランプの厚さ」「木犀や同棲二年目の畳」（いずれも『未踏』所収）などの句がよく知られている。
2013年、俳人の神野紗希と結婚。2015年には『文学界』4月号にて短編小説「蓮根掘り」を発表し、短編作家としてデビューした。続いて同5月号に「高きに登る」、7月号に「蟹」、12月号に「降る音」を発表している。2017年、「NHK俳句」選者に就任。読売新聞夕刊「KODOMO俳句」選者、中日俳壇選者、俳句賞「25」選者、俳句甲子園審査員、早稲田大学非常勤講師などを務める。俳人協会、日本文藝家協会会員。

## 著書
句集
- 未踏（2009年、ふらんす堂）
- 寒林（2016年、ふらんす堂）
- 涼しき無（2022年、ふらんす堂）

評論など
- 凛然たる青春―若き俳人たちの肖像（2007年、富士見書房）
- 芭蕉の一句（2008年、ふらんす堂）
- 芭蕉と歩く「おくのほそ道」ノート（2012年、角川学芸出版）
- どれがほんと？―万太郎俳句の虚と実（2018年、慶應義塾大学出版会）
- 究極の俳句（2021年、中公選書）

童話
- ゆきうさぎ（1993年、ひくまの出版、絵：狩野富貴子）- 中学1年生のときに遠鉄ストア童話大賞を受賞した児童小説。アニメ化もされた。
- そらのことばが降ってくる:保健室の俳句会 (teens’best selections 57) （2021年、ポプラ社、絵：あやのあゆ）

共著
- 新撰21（共著、2010年、邑書林）
- 虚子に学ぶ俳句365日（共著、2011年、草思社）

## メディア出演
- NHK俳句（2017年度選者、第2週担当）
- ヒルナンデス!（吟行企画にて不定期出演）
- ワルイコあつまれ

## 受賞歴
- 第19回俳句研究賞（2004年）
- 第22回俳人協会評論新人賞（2008年）
- 第1回田中裕明賞（2010年）
- 第71回小学館児童出版文化賞（2022年）